# Secrets and Lies (serie televisiva)
Secrets and Lies è una serie televisiva antologica, adattamento statunitense dell'omonima miniserie televisiva australiana.
La serie ha debuttato sul network ABC il 1º marzo 2015. La prima stagione ha per protagonista Ben Crawford, interpretato da Ryan Phillippe, che diventa il primo sospettato per la morte di un bambino.
La seconda stagione ha per protagonista Eric Warner, interpretato da Michael Ealy, sospettato dell'omicidio di sua moglie. Juliette Lewis interpreta la Detective Andrea Cornell, che indaga su entrambi i casi.
In Italia la serie ha debuttato in prima visione assoluta su Rai 4 a partire dal 13 settembre 2015.

## Trama

### Prima stagione
Ben Crawford è un padre di famiglia che scopre il corpo senza vita di un bambino di nome Tom. Ben presto diventa il primo sospettato dell'omicidio. Ben si mette alla ricerca del vero assassino per riabilitare la sua reputazione e salvare la sua famiglia, scontrandosi con la detective Cornell incaricata delle indagini. I suoi tentativi di scoprire la verità portano a galla un gran numero di segreti della piccola comunità in cui vive.

### Seconda stagione
Eric Warner sembra avere tutto nella vita: è sposato con una donna che ama profondamente e che sta per dargli un figlio, ha una famiglia amorevole ed è appena subentrato a capo della ricca azienda di famiglia. Ma la sua vita viene completamente sconvolta quando la giovane moglie viene assassinata. Durante il corso delle indagini, condotte dalla detective Cornell, emergeranno molti oscuri segreti che faranno crollare per sempre gli equilibri familiari.

## Personaggi ed interpreti

### Prima stagione

#### Principali
- Ben Crawford, interpretato da Ryan Phillippe, doppiato da Alessio Cigliano
- Andrea Cornell, interpretata da Juliette Lewis, doppiata da Laura Romano
- Christy Crawford, interpretata da KaDee Strickland, doppiata da Daniela Calò
- Jess Murphy, interpretata da Natalie Martinez, doppiata da Chiara Gioncardi
- Dave Carlyle, interpretato da Dan Fogler, doppiato da Fabrizio Vidale
- Natalie Crawford, interpretata da Indiana Evans, doppiata da Ludovica Bebi
- Abby Crawford, interpretata da Belle Shouse, doppiata da Luna Iansante

#### Ricorrenti
- Joseph Richardson, interpretato da Steven Brand, doppiato da Raffaele Proietti
- Vanessa Richardson, interpretata da Kate Ashfield, doppiata da Ilaria Stagni
- Kevin Haynes, interpretato da Gregory Alan Williams, doppiato da Paolo Marchese
- Elaine Williams, interpretata da Denise Dowse, doppiata da Antonella Giannini
- Nicole Mullen, interpretata da Meaghan Rath, doppiata da Domitilla D'Amico
- Lisa Daly, interpretata da Melissa Gilbert, doppiata da Franca D'Amato
- Arthur Fenton, interpretato da Michael Beach, doppiato da Massimo Bitossi
- John Garner, interpretato da Timothy Busfield, doppiato da Dario Penne

### Seconda stagione

#### Principali
- Eric Warner, interpretato da Michael Ealy, doppiato da Gianfranco Miranda
- Andrea Cornell, interpretata da Juliette Lewis, doppiata da Laura Romano
- Kate Warner, interpretata da Jordana Brewster, doppiata da Federica De Bortoli
- Amanda Warner, interpretata da Mekia Cox, doppiata da Domitilla D'Amico
- Patrick Warner, interpretato da Charlie Barnett, doppiato da Massimo Triggiani
- Danny, interpretato da Kenny Johnson, doppiato da Gianluca Tusco
- John Warner, interpretato da Terry O'Quinn, doppiato da Rodolfo Bianchi

#### Ricorrenti
- Melanie Warner, interpretata da AnnaLynne McCord, doppiata da Benedetta Degli Innocenti
- Neil Oliver, interpretato da Eric Winter, doppiato da Francesco Pezzulli
- May Stone, interpretata da McNally Sagal, doppiata da Cristiana Lionello
- Maggiore Bryant, interpretato da David James Elliott, doppiato da Luca Biagini
- Detective Ralston, interpretato da Brendan Hines, doppiato da Massimiliano Manfredi.
- Detective Felicia Sanchez, interpretata da Dawn Olivieri, doppiata da Myriam Catania.
- Ethan Barrett, interpretato da Jake Weber, doppiato da Mauro Gravina.
- John Patrick, interpretato da French Stewart, doppiato da Stefano Benassi.

## Episodi
| Stagione         | Episodi | Prima TV originale | Prima TV Italia |
| ---------------- | ------- | ------------------ | --------------- |
| Prima stagione   | 10      | 2015               | 2015            |
| Seconda stagione | 10      | 2016               | 2016-2017       |

### Mini episodi
Cornell: Confidential è una webserie prodotta da ABC Studios e Disney / ABC Digital Media Studios, che accompagna le stagioni della serie televisiva. Ogni webisodio, della durata di pochi minuti, è stato diffuso on-line dopo la messa in onda di ogni episodio e dà ulteriori indizi, raccontati dal punto di vista della detective Cornell. In Italia quelli della prima stagione sono stati pubblicati sul sito Rai.tv.
| Numero | Titolo originale     | Titolo italiano         | Pubblicazione USA | Pubblicazione Italia |
| ------ | -------------------- | ----------------------- | ----------------- | -------------------- |
| 1      | Christy              | Christy                 | 1º marzo 2015     | 14 settembre 2015    |
| 2      | Head of Crime Lab    | La scientifica          | 1º marzo 2015     | 18 settembre 2015    |
| 3      | Dave/Cornell         | Dave                    | 8 marzo 2015      | 21 settembre 2015    |
| 4      | Fenton               | Fenton                  | 15 marzo 2015     | 25 settembre 2015    |
| 5      | Col. Gwen Anderson   | Col. Gwen Anderson      | 22 marzo 2015     | 28 settembre 2015    |
| 6      | Michael              | Michael                 | 29 marzo 2015     | 2 ottobre 2015       |
| 7      | Dr. Barrett          | Dr. Barrett             | 12 aprile 2015    | 5 ottobre 2015       |
| 8      | Christy/Natalie/Abby | Christy, Natalie e Abby | 19 aprile 2015    | 12 ottobre 2015      |
| 9      | Elaine/Cornell       | Elaine                  | 26 aprile 2015    | 13 ottobre 2015      |
| 10     | 14 Months Later      | 14 mesi dopo            | 3 maggio 2015     | 13 ottobre 2015      |

## Produzione
La prima stagione di Secrets and Lies, composta da 10 episodi, è stata commissionata nell'ottobre 2013. Barbie Kligman, che ha sviluppato la serie basandosi sull'omonima serie australiana, è anche produttrice esecutiva e showrunner. Il 7 maggio 2015 la serie è stata rinnovata per una seconda stagione. L'11 maggio 2017, ABC cancella la serie.